# 文茶铁路
文茶联络线是湖南省与江西省交界处的一条准轨铁路联络线。 吉衡铁路（衡茶吉铁路）配套建设文茶联络线，起自吉衡铁路东端的茶陵西站，与醴茶铁路共线至茶陵站，再向东至湘赣省界经火田站（预留）、莲花站、至分文铁路终点文竹站，线路全长54.041km，其中江西省境内 13.126km、湖南省境内40.915km；醴茶支线改建工程长7.720km。文茶联络线打通了醴茶铁路、分文铁路两条断头线，并沟通了新建的吉衡铁路。 
工程造价5.9亿元，合同工期1277日历天。2013年11月21日，桥梁全部架设完成。2013年11月25日全线完成铺轨。